# Weimar Olivares
Weymar Franck Olivares (Puerto Nare, Antioquia, Colombia, 8 de agosto de 1976) es un exfutbolista colombiano. Jugaba de mediocampista. Se retiró en Patriotas Boyacá de Colombia.

## Clubes
| Club                 | País      | Año         |
| -------------------- | --------- | ----------- |
| Atlético Nacional    | Colombia  | 1995        |
| Bello F. C.          | Colombia  | 1997-1998   |
| Atlético Córdoba     | Colombia  | 1999        |
| Itagüí F. C.         | Colombia  | 2000        |
| Deportivo Pereira    | Colombia  | 2001        |
| Atlético Bucaramanga | Colombia  | 2002 - 2003 |
| Racing de Ferrol     | España    | 2003 - 2005 |
| Caracas              | Venezuela | 2005 - 2007 |
| La Equidad           | Colombia  | 2007 - 2009 |
| Envigado F. C.       | Colombia  | 2010 - 2011 |
| Patriotas Boyacá     | Colombia  | 2012        |

## Palmarés

### Títulos nacionales
| Título        | Club       | País     | Año  |
| ------------- | ---------- | -------- | ---- |
| Copa Colombia | La Equidad | Colombia | 2008 |